# Onore di Richmond

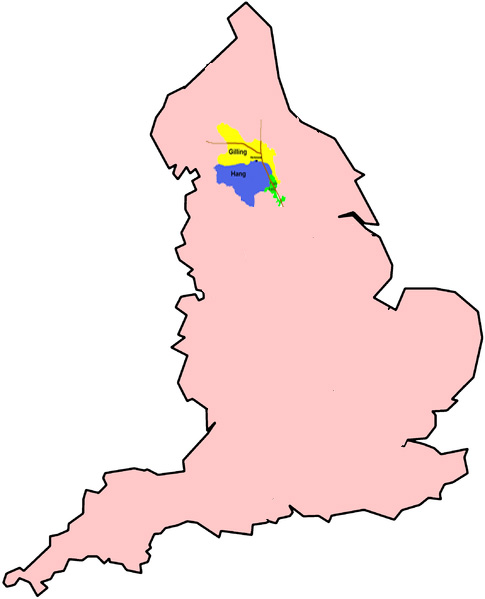
L'ubicazione dell'onore di Richmond all'interno dell'Inghilterra

L'onore di Richmond (in inglese Honour of Richmond) era un onore (cioè un vasto possedimento terriero) medievale inglese, che si trovava nella parte nordoccidentale dell'attuale Yorkshire.
L'onore fu assegnato al conte Alan Rufus dal re Guglielmo il Conquistatore nel 1071.
Questo onore, che fu valutato per il servizio di 60 cavalieri, fu uno dei più importanti feudi dell'Inghilterra normanna.

## Territorio

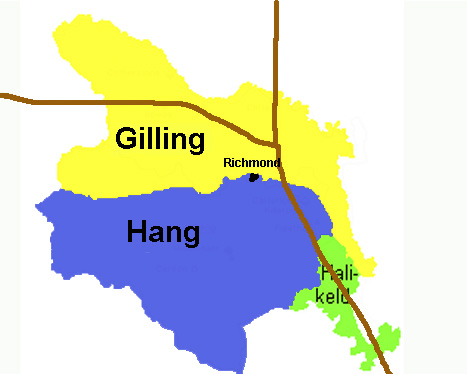
La composizione dell'onore di Richmond nel 1071

La maggior parte delle terre concesse al conte Alan nello Yorkshire erano appartenute in precedenza a Edwin, conte di Mercia. La proprietà consisteva di tre divisioni territoriali principali: le wapentakes di Hang, di Gilling e di Hallikeld.
Le prime due di queste corrispondono alle divisioni agrarie medioevali civili (wapentakes) successive, mentre la terza è definita con minore facilità.
Il territorio di Gilling consisteva principalmente di terre che si trovano tra i fiumi Tees e Swale, con il Tees che forma il confine settentrionale, che separava il possedimento dalle terre del Vescovo di Durham. Il confine occidentale era lo spartiacque dei Pennini e il confine meridionale era lo spartiacque tra i bacini dei fiumi Ure e Swale. Il fiume Wiske formava il confine orientale.
Il villaggio di Gilling, che era prossimo al confine, era il centro amministrativo del maniero prima che il conte Alan lo sostituisse con il Castello di Richmond.
Per la divisione dell'Hang, o Hangshire, il fiume Swale costituiva il confine settentrionale; il suo confine occidentale era lo spartiacque dei Pennini e il suo confine meridionale era lo spartiacque tra i bacini dei fiumi Wharfe e Nidd. Il confine orientale seguiva piccoli corsi d'acqua e punti di riferimento minori, dal sopraccitato spartiacque fino allo Swale.
Il punto d'incontro all'interno della wapentake era situato sull'Hang Beck nella parrocchia civile di Finghall.
La terza parte del territorio, Hallikeld, consisteva delle parrocchie che si trovavano tra i fiumi Ure e Swale fino alla loro confluenza a Ellenthorpe.
L'onore di Richmond, misurando 60 km da ovest a est e 45 km da nord a sud, incluse la maggior parte del territorio compreso fra i fiumi Tees e Ure e comprendeva un paesaggio che andava dalle desolate aree di montagna dei Pennini fino alle fertili pianure della Vale of York.

## Lista dei titolari dell'onore di Richmond
I titolari dell'onore di Richmond erano solitamente chiamati "lord di Richmond". Talvolta, l'onore di Richmond fu mantenuto distinto dai titoli di conte di Richmond e, più tardi, di duca di Richmond.
I benefici furono a volte parziali e a volte includevano o escludevano il possesso del castello di Richmond Castle, come specificato di seguito.
- Alan Rufus
- Alan il Nero - fratello di Alan Rufus
- Stefano, conte di Tréguier - fratello di Alan Rufus
- Alan (detto il Nero: The Black o le Noir), I conte di Richmond - figlio di Stefano di Tréguier e nipote di Alan Rufus e del primo Alan il Nero;
- Conan IV di Bretagna - si arrese al re Enrico II d'Inghilterra;
- Guardanìa di re Enrico II, fino al matrimonio di suo figlio Geoffrey con Costanza, la figlia di Conan IV;
- Geoffrey II, duca di Bretagna e Costanza, duchessa di Bretagna, in qualità di contessa ereditaria di Richmond;
- Arturo I, duca di Bretagna - imprigionato da Giovanni Senza Terra;

- Eleonora di Bretagna - considerata da molti contessa ereditaria di Richmond, imprigionata da Giovanni Senza Terra e da Enrico III d'Inghilterra;

- Guy di Thouars - terzo marito di Costanza; spogliato dal re Giovanni nel 1204 dopo aver preso le armi per vendicare la morte di Arturo I;
- Ranulph de Blondeville, VI conte di Chester - assegnazione del titolo nel 1205; Ranulph fu il secondo marito di Costanza;
- Pierre Mauclerc - il marito di Alix di Thouars e genero di Guy di Thouars e Costanza di Bretagna; ricevette un'assegnazione parziale dell'onore nel 1218 e ne fu privato dal re Enrico III, quando Pierre rese omaggio al re francese Luigi IX; a causa della sua lealtà al re francese, declinò l'offerta di Giovanni Senza Terra che comprendeva l'onore e la Contea di Richmond;
- Guglielmo di Savoia, vescovo di Winchester
- Pietro II, conte di Savoia, conte di Richmond;
- Giovanni I, duca di Bretagna;
- Giovanni II, duca di Bretagna;
- Giovanni di Bretagna, III conte di Richmond;
- Giovanni III (il Buono), duca di Bretagna;
- Giovanni IV (John de Montfort), duca di Bretagna, conte di Richmond - alla sua morte, nel 1342 la Contea ritornò alla Corona; restò nelle mani della Corona per la maggior parte della Guerra di successione bretone, in parte per assicurare che non cadesse nelle mani del re di Francia;
- Giovanni Plantageneto, I duca di Lancaster - cedette Contea e onore, su insistenza del re, per aspirare al Regno di Castiglia;
- Giovanni V, duca di Bretagna, figlio ed erede di John de Montfort; perse l'onore due volte, nel 1381 (per effetto del Primo trattato di Guérande) e nel 1384, per aver reso omaggio al re francese Carlo V; la seconda rinuncia costituì la perdita definitiva dell'onore e della Contea da parte dei duchi di Bretagna;
- Anna di Boemia;
- Ralph de Neville, I conte di Westmorland - Onore ottenuto per tutta la vita ma senza il titolo nobiliare di conte di Earl of Richmond
- Giovanni Plantageneto, I duca di Bedford e I conte di Richmond;
- onore ritornato alla Corona (1435-1450);
- Ralph de Neville, conte di Westmorland - beneficio parziale del castello di Richmond nel 1450;
- Edmund Tudor, I conte di Richmond - padre di Enrico VII;
- Enrico VII Tudor - perso in favore di Edoardo IV;
- Giorgio Plantageneto, I duca di Clarence - ottenne il beneficio dell'onore e del castello senza il titolo di conte di Richmond dal re Edoardo IV nel 1462;
- Riccardo, duca di Gloucester - mantenne l'onore fino a quando divenne re Riccardo III;
- Enrico VII Tudor - ottenne nuovamente l'onore dopo aver vinto la Corona d'Inghilterra in una competizione con Riccardo III; l'onore fu unito alla Corona;
- L'onore fu quindi posseduto dai membri delle famiglie Tudor e Stuart;
- Charles Lennox - l'onore fu conferito alla famiglia Lennox nel 1675 dal padre di Charles Lennox Carlo II.